# Вагинална фотоплетизмографија
Вагинална фотоплетизмографија ( ВФП) је метода мерење вазоконстрикције у капиларима вагине. 

## Историја
Уређај за ВФП први су употребили Palti и Berovici 1967. године, причврстивши извор светлости и фотоосетљиву ћелију на врх спекулума. Потом су Sintchak и Geer  1975. године побољшали уређај   користећи вагиналну сонду.

## Метода
Вагинална фотоплетизмографија омогућава праћење вазоконгестије капилара вагине уз помоћ уређаја направљеног од провидног акрила, величине и облика женског санитарног тампона. Овај уређај поседује  извор светлости (који осветљава капиларе у зиду вагине и крв која циркулише унутар ових капилара) и детектор светлости.  Како се количина крви у вагиналном ткиву повећава, рецептор уређаја региструје више светлости. 

## Намена
ВПГ је најједноставнији начин за процену протока крви у вагини и широко се користи за мерење сексуалног узбуђења код жена.

## Супротстављени ставови
У научној јавности, постоји дебата о поузданости ове технике, јер је утвржена слаба укупна корелација (р = 0,26) између пријављеног нивоа узбуђења код жена и мерења ВФП  што сугерише да вагинални проток крви није поуздан показатељ узбуђења код жена и да је потребан бољи метод мерења. Плетизмографија пениса има бољу корелацију између мерења и узбуђења мушкараца, јер је ласерско доплер снимање гениталног крвотока техника са бољом корелацијом  .
ВФП је дизајниран да га учесници истраживања лако убаце; Међутим, неке жене убацивање сонде доживљавају као инвазивну методи. Претходна истраживања сугеришу да студије које користе ВФП користе мале, нерепрезентативне узорке. Међутим, новије процене учешћа жена у сексуалним психофизиолошким истраживањима коришћењем ВФП нису пронашле доказе о пристрасности узорка.